# Rabaulichthys altipinnis
Rabaulichthys altipinnis är en fiskart som beskrevs av Allen, 1984. Rabaulichthys altipinnis ingår i släktet Rabaulichthys och familjen havsabborrfiskar. Inga underarter finns listade i Catalogue of Life.